# 엄마는 괴로워
《엄마는 괴로워》는 2002년 11월 22일에 MBC에서 방영한 베스트극장로, 만화가 김지윤의 만화 《My Funny Baby》를 원작으로 한다.

## 등장 인물

### 주요 인물
- 이유리 : 수진 역
- 김태현 : 종민 역 - 고시 준비생

### 그 외 인물
- 선우은숙 : 수진의 어머니 역
- 전원주 : 종민의 어머니 역
- 최용민
- 정호근
- 정성화
- 윤진영
- 황진영
- 손민경
- 윤희주
- 이미경
- 정익령
- 장경준